# Трассировка (программирование)
Трассиро́вка — процесс пошагового выполнения программы. В режиме трассировки программист видит последовательность выполнения команд и значения переменных на данном шаге выполнения программы, что позволяет легче обнаруживать ошибки. Трассировка может быть начата и окончена в любом месте программы, выполнение программы может останавливаться на каждой команде или на точках останова, трассировка может выполняться с заходом в процедуры и без заходов, а также осуществляться в обратном порядке (шаг назад).